# Sarah Stock
Pour les articles homonymes, voir Dark Angel.
 (mai 2022).
 (octobre 2013).
Sarah Stock, née le 4 mars 1979 à Winnipeg, est une catcheuse canadienne.
Elle est la première Championne Knockout par équipe de la TNA avec Taylor Wilde.

## Biographie

### Enfance et formation
Sarah Stock est née au Manitoba, au Canada, et termine ses études à l'École-Ravenscourt de St John de Winnipeg (en). Elle étudie ensuite à l'Université du Manitoba où elle obtient un diplôme en biologie avec une spécialisation en chimie. Elle s'est toujours intéressée à l'athlétisme et s'est entraînée au kick-boxing et au Muay-Thai pendant plusieurs années, avant de devenir lutteuse professionnelle. Elle a également joué au football et pratique l'équitation. Elle est intéressée par les domaines de la psychologie sportive et de la nutrition.

### Carrière

#### Premières années (2002-2003)
Sarah Stock reçoit une formation de lutteuse professionnelle dans le Top Rope Championship Wrestling à Winnipeg dans le Manitoba. Elle se forme pendant cinq semaines. Une place vacante lui donne l'occasion de faire ses débuts dans le circuit indépendant des Territoires du Nord-Ouest le 22 février 2002.
Sarah Stock signe avec le Principal Luttant à Halifax (Nouvelle-Écosse). Elle fait ses débuts en août 2002 et est une des seules dans les environs à continuer la lutte.

#### Lucha Libre Femenil & AAA (2003–2004)
En 2003, Sarah Stock part à Monterrey, pour se confronter aux lutteuses féminines locales. Elle endosse le nom de ring de Dark Angel, sur le conseil d'Eddie Watts (en). Dans un premier temps, elle trouvait difficile de travailler avec les lutteurs au Mexique, car elle ne parlait pas l'espagnol et ne pouvait donc pas communiquer avec eux au cours du match. Le 17 octobre, elle a battu Simply Luscious, et ainsi gagné le Lucha Libre Femenil Juvenil Championship.
Pendant qu'elle était au Mexique, Sarah Stock a continué à travailler pour diverses promotions aux États-Unis et a travaillé dans plusieurs tournées à travers l'Europe. Avec d'autres, elle a travaillé pour le Lucha Libre España Wrestling (LLEW).

#### Consejo Mundial de Lucha Libre (2004–2010)
En retournant au Mexique, Sarah Stock signe avec Mundial de Lucha Consejo Libre (CMLL), la division rivale d'AAA. Elle commence à combattre régulièrement pour CMLL comme Dark Angel (dans la division nouvellement construite de femme de la promotion), ainsi qu'à lutter pour des rosters indépendantes diverses. Le 25 mars 2005, elle bat Princesa Sujei pour gagner le Federaci ó N Internacional de Lucha Libre women's champion. Le 9 septembre 2005, Sarah Stock est une des deux gagnantes, avec Marcela, d'un Torneo cibernetico elimination match pour déterminer le CMLL World Womens Champion. Le 16 septembre, au 72e Anniversary Show du CMLL'S, Marcela a battu Dark Angel pour gagner le titre.
Ensuite, elle est entrée en conflit avec Amapola. Cela s'est terminé le 14 avril 2006, quand elle met ses cheveux sur la ligne contre le masque d'Amapola. Elle finit par gagner le match et force Amapola à se démasquer.

#### Shimmer Women Athletes
Le 1er juin 2007, Sarah Stock, sous son nom réel, fait son premier match à Shimmer Women Athletes, une fédération basée à Chicago dans l'Illinois. Elle commence avec deux victoires de renversement sur le Meneur eventers principal établi, Melissa et MsChif. Elle perd un match de demi-finale sur le Volume 12 contre la gagnante finale du tournoi, Sara Del Rey. Le 13 octobre 2007, au Volume 15, Stock a battu Daizee Haze et gagne le match de championnat sur le Volume 16 la même soirée. Elle  fait face à Del Rey dans deux des trois matchs de chutes pour la ceinture de titre de Del Rey, mais est battue à deux chutes contre une. Le 26 avril 2008, Stock revient à Shimmer pour participer aux enregistrements des volumes 17 et 18. Après avoir battu Lacey, Stock perd face à Cheerleader Melissa dans une revanche de leur match du tournoi Shimmer Championship.

#### Total Nonstop Action Wrestling (2009–2013)

##### Début, partenaire de Taylor Wilde etHeel Turn(2009-2011)
Le 21 avril 2009, elle arrive à la TNA sous le nom de ring de Sarita. Sarita a participé à un dark match où elle a été battue par Awesome Kong. En 2009, elle bat ⁣⁣Taylor Wilde⁣⁣. Sur l'épisode de TNA Impact ! le 24 juin, une promo disait que Sarita débuterait prochainement. Sarita a fait ses débuts le 16 juillet à Impact !, battant Alissa Flash. Pendant août et septembre, Sarita a fait équipe avec Taylor Wilde à un tournoi dans lequel les gagnants seront couronnés les Championnes par équipe des Knockouts. Après avoir battu Flash et Daffney, Kong et Raisha Saeed, Sarita et Wilde ont battu The Beautiful People (Madison Rayne & Velvet Sky) à No Surrender et gagnent le titre.
Taylor Wilde. Elle perdent leurs titres le 4 janvier 2010 face à Awesome Kong et Hamada. Pendant l'épisode de Tna Impact, le 8 mars 2010, Taylor et Sarita perdent un Triple treat tag team match pour le Knockout tag team champion contre Angelina Love, Tara et The Beautiful People.

Après que le titre fut devenu vacant, Sarita et Wilde participèrent à un Triple Threat Tag Team match face aux Beautiful People et Angelina Love & Tara pour déterminer les nouvelles championnes. Les Beautiful People l'emportèrent. Sarita fait ensuite un heel-turn en coulisses en attaquant Wilde. Toutes deux entament une rivalité, remportée par Sarita. Elle participe à un match avec Tara et Madison Rayne contre les Beautiful People et Mickie James le 27 octobre 2010. Cette dernière gagne le match. 

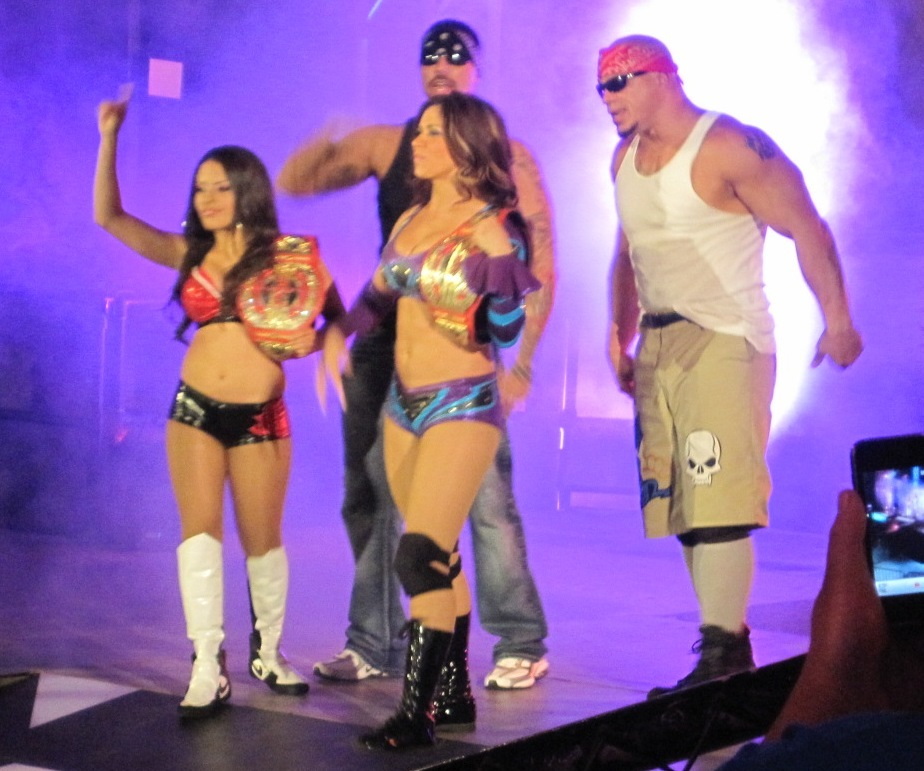
Mexican America

Lors de l'Impact du 9 décembre, elle et Daffney perdent contre les Beautiful People pour le titre par équipe des Knockouts. Ensuite, elle entame une feud avec Velvet Sky et l'attaque juste avant son match pour les titres par équipes féminins. À cause de cette agression, elle ne peut participer au combat, remplacée par Winter. Elle perd un Taped first match contre Mickie James le 3 février lors d'iMPACT!.

##### Alliance avec Rosita & Mexican America (2011-2012)
La semaine suivante, sa cousine Rosita fait ses débuts dans un match à 8 comprenant Rosita, Sarita, Madison Rayne et Tara contre The Beautiful People, Mickie James et Winter. Elle perd contre Velvet Sky le 3 mars. Lors de Victory Road, elle et Rosita battent Angelina Love et Winter, et remportent les TNA Knockouts Tag Team Championship. Lors de l'Impact du 7 avril, elle et Rosita battent Angelina Love et Velvet Sky et conservent leurs titres. Sarita et Rosita s'associent avec Shawn Hernandez et Anarquia, et forme un clan/équipe nommé Mexican America. Lors de l'Impact Wrestling du 16 juin, elle et Rosita conservent leur titre face à Velvet Sky et Ms Tessmacher. Le 21 juillet lors de l'Impact Wrestling, elle et Rosita perdent leur titre de Tag Team Championnes faces à Tara et Ms Tessmacher. Lors d'Hardcore Justice, elle et Rosita perdent contre Tara et Miss Tessmacher et ne remportent pas les TNA Knockouts Tag Team Championship. Lors de Turning Point, elle et Mexican America battent Ink Inc. et Toxxin permettant à Mexican America de conserver leurs titres. Lors de l'Impact du 22 mars, elle perd avec Rosita contre Eric Young et ODB et ne remportent pas les titres par équipes. Durant l'Impact Wrestling du 5 avril, elle perd un Knockout Challenge Match que remporte Velvet Sky et ne devient pas challenger no 1 au TNA Knockouts Championship. Lors de Lockdown, Rosita et elle perdent contre Eric Young et ODB dans un Steel Cage Match et ne remportent pas les TNA Women's Tag Team Championship. Sarita perd en équipe avec Rosita, Gail Kim & Madison Rayne à cause d'un tombé effectué sur Gail Kim par Brooke Tessmacher qui était en équipe avec Velvet Sky, Mickie James et Tara.

##### Dissolution de Mexican America, départ de Rosita, inactivité et départ (2012-2013)
Lors du départ de Anarquia, la team Mexican America est dissoute. Elle revient à la compétition solo à la suite du départ de Rosita. Elle reste inactive pendant un long moment. Elle aurait été renvoyée, à la suite de la disparition de son profil sur le site officiel de la TNA.

#### Stardom (2013)
Lors de The Highest 2013, Kellie Skater et elle, perdent contre Io Shirai et Mayu Iwatani dans un Gauntlet Match. Ce match comprenait également Kairi Hojo et Natsumi Showzuki, Eri Susa et Miho Sawa et Sumie Yoshino et Yui Yukoo. Elles ont éliminé Miho Sawa et Eri Susa, mais se font éliminer par Io Shirai et Mayu Iwatani. Lors de Ryogoku Cinderella Champions Fiesta 2013, Sarah bat Act Yasukawa et remporte le Wonder Of Stardom Championship vacant.

#### World Wrestling Entertainment (2015-2020)
Après avoir pris un poste d’entraîneur/agent à la WWE à la fin de 2015, Sarah Stock s’est éloignée du catch sur le ring, pour se concentrer sur ses tâches en coulisses.

#### All Elite Wrestling (2023-...)
Le 15 mars 2023, le président Tony Khan (en) la présente comme nouvelle coach et productrice.

## Palmarès
- Alianza Universal de Lucha Libre
  - AULL Copa International Femenil (2007)

- Beauty Slammers
  - 1 fois Beauty Slammers Championne

- Can-Am Wrestling
  - 1 fois Can-Am Wrestling Women's Championne

- Consejo Mundial de Lucha Libre
  - 3 fois CMLL Bodybuilding Championne

- Federación International de Lucha Libre
  - 1 fois FILL Women's Championne

- Lucha Libre Feminil
  - 1 fois LLF Juvenil Championne

- Total Nonstop Action Wrestling
  - 2 fois Championne Knockout par équipe de la TNA avec Taylor Wilde (1) et Rosita (1)
  - TNA Knockouts Tag Team Championship Tournament (2009) avec Taylor Wilde

- World Wonder Ring Stardom
  - 1 fois Wonder Of Stardom Championne

- Autres titres
  - 1 fois Nuevo Leon State Women's Championne

### Classements de magazines
- Pro Wrestling Illustrated
  - Top 50 Females

| Année     | 2008   | 2009   | 2010   | 2011   | 2012   |
| Rang      | 24     | 17     | 16     | 14     | 27     |
| Référence | [ 21 ] | [ 22 ] | [ 23 ] | [ 24 ] | [ 25 ] |